# صوفيا ليند
صوفيا ليند (بالسويدية: Sofia Lind)‏ هي متزحلقة سويدية، ولدت في 4 سبتمبر 1975 في السويد.

## وصلات خارجية
- صوفيا ليند على موقع الاتحاد الدولي للتزلج (التزلج الريفي) (الإنجليزية)